# Niels Kaj Jerne
Niels Kaj Jerne (23. prosince 1911 Londýn – 7. října 1994 Castillon-du-Gard) byl dánský imunolog, nositel Nobelovy ceny za fyziologii a lékařství za rok 1984. Cenu za výzkum regulace imunitního systému a objev principu výroby monoklonálních protilátek spolu s ním obdrželi Georges Köhler a César Milstein.  
Niels Kaj Jerne vystudoval medicínu na Kodaňské univerzitě a během své kariéry působil na řadě míst v Evropě i USA. V letech 1943 –1962 se věnoval řešení problémů biologické standardizace antigenů a antisér, když byl zaměstnán v dánském Státním ústavu sér a poté ve Světové zdravotnické organizaci. Pak pracoval šest let v univerzitních pozicích v Pittsburghu a ve Frankfurtu. V roce 1968 přijal nabídku farmaceutické společnosti Hoffmann-La Roche, aby založil a vedl Basilejský imunologický ústav, v němž zastával funkci ředitele až do odchodu do důchodu v roce 1980.
Tři hlavní Jerneho teorie zpochybnily obecně rozšířené názory na vývoj protilátek a položily nové základy současné imunologie. Jerne předpokládal, že specifičnost protilátek je dána jejich vrozenými vlastnostmi a není ovlivněna antigeny. Ve své druhé teorii se pokusil vysvětlit, jak se imunitní systém učí rozlišovat mezi vlastním a cizím a postuloval, že toto učení probíhá v brzlíku. Podle jeho třetí a nejdůležitější teorie imunitní sítě je imunitní systém komplexní samoregulační síť, která se může v případě potřeby sama zapnout nebo vypnout. Jerne navrhl, že protilátky mohou interagovat nejen s antigeny, ale i mezi sebou navzájem, čímž vzniká komplexní síť, která reguluje imunitní odpověď. Jeho teorie měly zásadní praktický dopad na rozvoj moderní imunologie a medicíny a vedly k vývoji nových diagnostických metod, léčebných postupů a terapeutických přístupů, které výrazně zlepšily možnosti lékařů předcházet, diagnostikovat a léčit různé nemoci.

## Mládí a studia
Jerneho předkové žili po staletí na malém dánském ostrově Fanø, ale v roce 1910 se jeho rodiče přestěhovali do Londýna, kde se v roce 1911 Jerne narodil jako čtvrté z pěti dětí. Během první světové války se rodiče přestěhovali do Nizozemska a Jerne strávil mládí v Rotterdamu, kde roku 1928 maturoval. Zajímal se o šachy, matematiku, literaturu a jazyky. V letech 1928 a 1931 pracoval pro společnost vyvážející banány, ale odešel, když zjistil, že po obchodní kariéře nijak netouží. Po dvou letech studia fyziky na univerzitě v Leidenu se v roce 1933 přestěhoval do Kodaně a změnil obor studia na medicínu. Studium na Kodaňské univerzitě přerušila druhá světová válka, dokončil ho v roce 1947 a o čtyři roky později získal doktorát.

## Vědecká kariéra

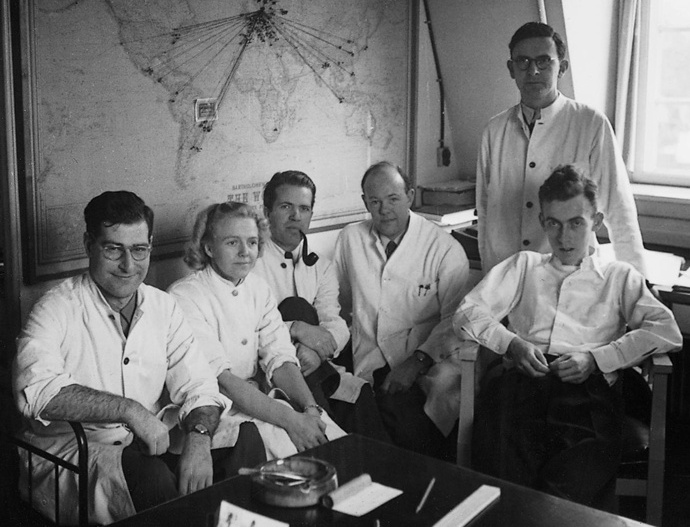
Niels Jerne (u okna) na snímku ze Státního ústavu sér z roku 1950, před ním sedí James Watson, uprostřed s dýmkou je vedoucí Ole Maaløe.

V letech 1943 až 1956 pracoval Jerne jako výzkumný pracovník v dánském Státním ústavu sér. V letech 1954 a 1955 pracoval v USA v laboratoři Maxe Delbrücka na Kalifornském technologickém institutu, kde zkoumal imunitní reakce na bakteriofága T4. Během této doby formuloval teorii tvorby protilátek, která mu přinesla mezinárodní uznání a v roce 1956 odešel pracovat do Světové zdravotnické organizace v Ženevě. Během šestiletého působení ve funkci vedoucího sekce biologických standardů a imunologie se významně podílel na standardizaci biologických léčiv a na organizaci světové imunologické komunity.
V roce 1962 se přestěhoval do Spojených států amerických a čtyři roky působil jako vedoucí katedry a profesor mikrobiologie na Pittsburské univerzitě. Od roku 1962 Jerne pokračoval v práci pro Světovou zdravotnickou organizaci jako člen expertního poradního sboru pro imunologii.
V roce 1966 se vrátil do Evropy a nastoupil na místo profesora experimentální terapie na Univerzitě Johanna Wolfganga Goetha ve Frankfurtu a v letech 1966–1969 zde byl ředitelem Institutu Paula Ehrlicha. Jeho největším úspěchem bylo založení Basilejského imunologického ústavu v roce 1969. Až do svého odchodu do důchodu v roce 1980 byl jeho ředitelem a vytvořil zde jedinečné prostředí pro tvůrčí výzkum. Z ústavu vzešlo mnoho předních imunologů. V letech 1981–1982 žil v Paříži, kde působil jako zvláštní poradce ředitele Pasteurova ústavu pro imunologii a poté se uchýlil na svůj zámek v Castillon du Gard v jižní Francii.
Podle Jerneho životopisce Thomase Söderqvista nebyl Jerne vědec experimentátor, neuměl například přesně pipetovat a experimentální práce ho nebavila. Nobelova cena mu byla udělena spíše za teorie než za objevy. Svou první „teorii přirozeného výběru tvorby protilátek“ Jerne zveřejnil v roce 1955. V té době se imunologové domnívali, že specifické protilátky neexistují, dokud se do systému nedostanou odpovídající antigeny, které slouží jako šablony, na jejichž základě se protilátky vytvářejí. Jiná tehdejší teorie tvrdila, že antigeny zavedené do buněk jsou modifikovány enzymy a že opakované vystavení antigenům způsobuje replikaci protilátek, které jsou částečnými replikami těchto enzymaticky modifikovaných antigenů. Jerne obě tyto představy zpochybnil a vyslovil hypotézu, že všechny protilátky se tvoří během vývoje plodu a jsou v těle přítomny od narození. Předpokládal, že když se antigen dostane do těla, naváže se na již existující komplementární protilátku a stimuluje rychlou tvorbu identických protilátek. Tato teorie poskytla základ pro klonální selekční teorii tvorby protilátek Franka Macfarlanea Burneta z roku 1957.
Ve své druhé teorii, kterou poprvé představil v roce 1971, se Jerne snažil vysvětlit, jak se imunitní systém učí rozlišovat mezi vlastním a cizím. Imunologové se v té době domnívali, že sebetolerance organismu nemůže být dědičná jako standardní vzor, ale musí být naučená. Jerne vyslovil teorii, že toto „učení“ probíhá v brzlíku v horní části hrudníku, kde jsou různé populace lymfocytů vystaveny histokompatibilním antigenům. Lymfocyty, které rozpoznávají vlastní antigeny, jsou potlačeny, zatímco další lymfocyty se vyvíjejí a množí v lymfocyty, které mohou rozpoznávat cizí antigeny.
V roce 1974 Jerne publikoval svou třetí a nejvýznamnější „teorii imunitní sítě“, která způsobila převrat v myšlení imunologů o adaptivní imunitě a imunitní regulaci. Jerne předpokládal, že protilátka se může navázat na antigenně specifickou variabilní oblast jiné protilátky a následně spustit kaskádu tvorby protilátek. Tato kaskáda rozšiřuje diverzitu populace protilátek a síť dosahuje za normálních podmínek rovnováhy, která může být narušena a obnovena při další expozici antigenu. Teorie imunitní sítě poskytla teoretický základ pro terapie používané k léčbě infekcí, alergií a autoimunitních onemocnění. Poznatky odvozené z této teorie byly využity také při transplantacích k prevenci odhojení orgánů, v endokrinologii k překonání inzulínové rezistence a v léčbě rakoviny k vytvoření cílené léčby proti nádorům.

## Osobní život
Jerne byl třikrát ženatý. S malířkou Tjek Jerne měl dva syny, Ivara a Donalda. Jejich manželství bylo plné problémů a když se chtěl nechat rozvést, spáchala manželka ve věku 35 let sebevraždu. S druhou manželkou Gertrudou Wettsteinovou, s níž měl dalšího syna Andrease Wettsteina, údajně jednal velmi nadřazeně, víceméně jako se služkou či chůvou, která vychovávala jeho děti. V manželství byl často nevěrný.
Jerne zemřel na rakovinu ve svém domě ve věku 82 let.